# 연결 공간

는 유클리드 평면의 연결 부분 공간이며, 는 비연결 부분 공간이다.

일반위상수학에서 연결 공간(連結空間, 영어: connected space)은 공집합이 아닌 두 열린집합으로 쪼갤 수 없는 위상 공간이다.

## 정의
위상 공간 {\displaystyle X}에 대하여, 다음 조건들이 서로 동치이며, 이를 만족시키는 위상 공간을 연결 공간이라고 한다.
- {\displaystyle X}의 두 열린집합 {\displaystyle U,V\subseteq X}에 대하여, {\displaystyle U\cup V=X}이며 {\displaystyle U\cap V=\varnothing }이라면, {\displaystyle U}와 {\displaystyle V} 가운데 정확히 하나가 공집합이다.
- {\displaystyle X}의 두 닫힌집합 {\displaystyle E,F\subseteq X}에 대하여, {\displaystyle E\cup F=X}이며 {\displaystyle E\cap F=\varnothing }이라면, {\displaystyle E}와 {\displaystyle F} 가운데 정확히 하나가 공집합이다. (이는 열린집합의 여집합이 닫힌집합과 일치하기 때문이다.)
- 만약 {\displaystyle X=X_{1}\cup X_{2}}이며 {\displaystyle X_{1}\cap \operatorname {cl} (X_{2})=\operatorname {cl} (X_{1})\cap X_{2}=\varnothing }이라면, {\displaystyle X_{1}}과 {\displaystyle X_{2}} 가운데 정확히 하나가 공집합이다.
- {\displaystyle X}의 열린닫힌집합(=경계가 공집합인 부분 집합)은 정확히 두 개가 있다. (이는 {\displaystyle X}와 {\displaystyle \varnothing }이다.)
- 공집합이 아니며, 모든 연속 함수 {\displaystyle X\to \{0,1\}}은 상수 함수이다. 여기서 {\displaystyle \{0,1\}}은 두 개의 점을 갖는 이산 공간이다.

연결 공간이 아닌 공간을 비연결 공간(非連結空間, 영어: disconnected space)이라고 한다.

### 연결 성분
임의의 위상 공간 {\displaystyle X}에 대하여, 그 연결 부분 공간들의 집합은 포함 관계에 따라서 부분 순서 집합을 이룬다. 또한, 주어진 점 {\displaystyle x_{0}\in X}을 포함하는 모든 연결 부분 공간들의 부분 순서 집합은 최대 원소를 가지며, 이를 {\displaystyle x_{0}}의 연결 성분(連結成分, 영어: connected component)이라 한다. 각 연결 성분들은 서로소이며, {\displaystyle X}는 그 연결 성분들의 서로소 합집합이다.
연결 성분은 항상 닫힌집합이지만, 열린집합일 필요는 없다. 예를 들어 실수에 하극한 위상이 주어졌을때, 연결성분은 한원소 집합이다. 이는 닫힌집합일 뿐이다

### 경로 연결 공간

위 유클리드 평면의 부분 공간에 포함된 임의의 두 점을 경로로 연결할 수 있으므로 이는 경로 연결 공간이다.

위상 공간 {\displaystyle X}에 대하여, 임의의 두 점 {\displaystyle x,y\in X}에 대하여 다음 조건을 만족시키는 연속 함수 {\displaystyle f\colon [0,1]\to X}가 존재할 경우, {\displaystyle X}를 경로 연결 공간(經路連結空間, 영어: path-connected space)이라 한다.
- {\displaystyle f(0)=x}이며 {\displaystyle f(1)=y}이다.

이러한 조건을 만족시키는 함수를 {\displaystyle x}와 {\displaystyle y} 사이의 경로라고 한다.
두 점 사이를 잇는 경로가 존재하는지 여부는 {\displaystyle X} 위의 동치 관계를 정의한다. 이 동치 관계의 동치류는 부분 공간 위상 아래 경로 연결 공간을 이루며, 이를 경로 연결 성분(經路連結成分, 영어: path-connected component)이라고 한다. 경로 연결 성분은 일반적으로 연결 성분보다 더 작다.

### 호 연결 공간
위상 공간 {\displaystyle X}에 대하여, 임의의 서로 다른 두 점 {\displaystyle x,y\in X}에 대하여 다음 두 조건을 만족시키는 연속 함수 {\displaystyle f\colon [0,1]\to X}가 존재할 경우, {\displaystyle X}를 호 연결 공간(弧連結空間, 영어: arc-connected space)이라 한다.
- {\displaystyle f(0)=x}이며 {\displaystyle f(1)=y}이다.
- {\displaystyle f}는 매장이다. 즉, {\displaystyle f}는 {\displaystyle [0,1]}과 {\displaystyle f([0,1])\subset X} 사이의 위상 동형이다.

이러한 조건을 만족시키는 함수를 {\displaystyle x}와 {\displaystyle y} 사이의 호(弧, 영어: arc)라고 한다.

## 성질

### 연결성 · 경로 연결성 · 호 연결성이 동치일 조건
모든 경로 연결 공간은 연결 공간이며, 모든 호 연결 공간은 경로 연결 공간이다. 즉, 다음과 같은 포함 관계가 성립한다.
호 연결 공간 ⊊ 경로 연결 공간 ⊊ 연결 공간 ⊊ 위상 공간
하우스도르프 공간 {\displaystyle X}에 대하여, 다음이 서로 동치이다.
- {\displaystyle X}는 경로 연결 공간이다.
- {\displaystyle X}는 호 연결 공간이다.

그러나 호 연결 공간이 아닌 경로 연결 T1 공간이 존재한다.
유한 개의 점을 갖는 위상 공간 {\displaystyle X}의 경우 다음이 서로 동치이다.
- {\displaystyle X}는 연결 공간이다.
- {\displaystyle X}는 경로 연결 공간이다.

(두 개 이상의 점을 갖는 유한 위상 공간은 절대로 호 연결 공간일 수 없다.)
국소 경로 연결 공간 {\displaystyle X}의 경우, 다음이 서로 동치이다.
- {\displaystyle X}는 연결 공간이다.
- {\displaystyle X}는 경로 연결 공간이다.

국소 콤팩트 국소 연결 거리화 가능 공간 {\displaystyle X}의 경우, 다음이 서로 동치이다.:327
- {\displaystyle X}는 연결 공간이다.
- {\displaystyle X}는 경로 연결 공간이다.
- {\displaystyle X}는 호 연결 공간이다.

특히, 유클리드 공간의 열린집합은 국소 콤팩트 국소 연결 거리화 가능 공간이므로, 이 경우 세 조건이 일치한다.

### 연속 함수에 대한 상
두 위상 공간 {\displaystyle X}, {\displaystyle Y} 사이의 연속 함수 {\displaystyle f\colon X\to Y}에 대하여, 다음이 성립한다.
- 만약 {\displaystyle X}가 연결 공간이라면 {\displaystyle f}의 상 {\displaystyle f(X)} 또한 연결 공간이다.
- 만약 {\displaystyle X}가 경로 연결 공간이라면 {\displaystyle f}의 상 {\displaystyle f(X)} 또한 경로 연결 공간이다.

### 거리 공간
연결 거리화 가능 공간 {\displaystyle X}의 크기는 1 이하이거나 {\displaystyle 2^{\aleph _{0}}} 이상이다.
{\displaystyle |X|=0\lor |X|=1\lor |X|\geq 2^{\aleph _{0}}}
증명:
연결 거리 공간 {\displaystyle (X,d)}가 서로 다른 두 점 {\displaystyle x,y\in X}를 갖는다고 하자. 함수 {\displaystyle f\colon z\mapsto d(x,z)}는 연속 함수 {\displaystyle X\to [0,\infty )}이며, 따라서 그 상 {\displaystyle f(X)}은 구간이다. {\displaystyle 0,d(x,y)\in f(X)}이므로 {\displaystyle (0,d(x,y))\subseteq f(X)}이다. 따라서,
{\displaystyle 2^{\aleph _{0}}=|f(X)|\leq |X|}
이다.
위상 공간 {\displaystyle X}의 부분 집합 {\displaystyle Y\subseteq X}에 대하여, 다음 세 조건을 생각하자.
- {\displaystyle Y}는 연결 공간이다.
- {\displaystyle X}의 두 열린집합 {\displaystyle U,V\subseteq X}에 대하여, {\displaystyle Y\subseteq U\cup V}이며 {\displaystyle U\cap V\cap Y=\varnothing }이라면, {\displaystyle U\cap Y}와 {\displaystyle V\cap Y} 가운데 정확히 하나가 공집합이다.
- {\displaystyle X}의 두 열린집합 {\displaystyle U,V\subseteq X}에 대하여, {\displaystyle Y\subseteq U\cup V}이며 {\displaystyle U\cap V=\varnothing }이라면, {\displaystyle U\cap Y}와 {\displaystyle V\cap Y} 가운데 정확히 하나가 공집합이다.

연결 공간과 부분공간 위상의 정의에 따라, 첫 번째 조건과 두 번째 조건은 서로 동치이다. 이 조건은 자명하게 세 번째 조건을 함의하지만, 세 번째 조건을 만족시키는 부분 집합이 연결 공간일 필요는 없다. {\displaystyle X}가 거리화 가능 공간인 경우, 위 세 조건이 서로 동치이다.:72, Exercise 3.2.6
증명:
임의의 연결 집합은 자명하게 세 번째 조건을 만족시킨다. 이제, 거리 공간 {\displaystyle (X,d)}의 비연결 집합 {\displaystyle Y\subseteq X}가 주어졌다고 하자. 그렇다면,
{\displaystyle Y\subseteq E\cup F}
{\displaystyle E\cap F\cap Y=\varnothing }
{\displaystyle E\cap Y\neq \varnothing }
{\displaystyle F\cap Y\neq \varnothing }
인 두 닫힌집합 {\displaystyle E,F\subseteq X}이 존재한다. 이제
{\displaystyle U=\{x\in X\colon d(x,E\cap Y)<d(x,F\cap Y)\}}
{\displaystyle V=\{x\in X\colon d(x,E\cap Y)>d(x,F\cap Y)\}}
라고 하자. 그렇다면, {\displaystyle U,V\subseteq X}는 열린집합이며, {\displaystyle U\cap V=\varnothing }이다. 만약 {\displaystyle x\in E\cap Y}, {\displaystyle y\in F\cap Y}라면,
{\displaystyle d(x,E\cap Y)=0<d(x,F)\leq d(x,F\cap Y)}
{\displaystyle d(y,F\cap Y)=0<d(y,E)\leq d(y,E\cap Y)}
이다. 즉, {\displaystyle x\in U}, {\displaystyle y\in V}이다. 따라서,
{\displaystyle \varnothing \neq E\cap Y\subseteq U\cap Y}
{\displaystyle \varnothing \neq F\cap Y\subseteq V\cap Y}
{\displaystyle Y=(E\cap Y)\cup (F\cap Y)\subseteq U\cup V}
이다.

## 예
연결 공간의 예로는 다음을 들 수 있다.
- 공집합은 자명하게 연결 공간이며, 또한 경로 연결 공간이자 호 연결 공간이다.
- 한원소 공간 {\displaystyle \{\bullet \}} 역시 자명하게 (경로/호) 연결 공간이다.
- 실직선 {\displaystyle \mathbb {R} }은 연결 공간이다.
- 연결 위상체에 대한 모든 위상 벡터 공간은 연결 공간이다. 특히, 모든 유클리드 공간은 연결 공간이다.
- 이산 값매김환의 스펙트럼은 두 개의 점을 갖는 위상 공간 {\displaystyle \{0,1\}}이며, 그 기저는 {\displaystyle \{\{1\},\{0,1\}\}}이다. 이는 연결 공간이다.

비연결 공간의 예로는 다음을 들 수 있다.
- 유리수의 집합 {\displaystyle \mathbb {Q} }, 무리수의 집합 {\displaystyle \mathbb {R} \setminus \mathbb {Q} }, 및 (순서 위상을 부여한) 초실수의 집합 {\displaystyle {}^{*}\mathbb {R} }는 연결 공간이 아니며, 완전 분리 공간이다.
- 크기가 2 이상인 이산 공간은 연결 공간이 아니며, 완전 분리 공간이다.
- 일반선형군 {\displaystyle \operatorname {GL} (n;\mathbb {R} )}은 두 개의 연결 성분을 가진다. 이들은 각각 행렬식이 양수·음수인 가역 행렬들로 구성된다.

모든 크기의 비이산 공간은 경로 연결 공간이지만, 크기가 2 이상인 비이산 공간은 호 연결 공간이 아니다.

### 경로 연결 공간이 아닌 연결 공간
긴 직선 L*나 위상수학자의 사인 곡선은 연결 공간이지만 경로 연결 공간이 아니다.

### 호 연결 공간이 아닌 경로 연결 공간
크기가
{\displaystyle 2\leq |X|<2^{\aleph _{0}}}
인 경로 연결 공간 {\displaystyle X}는 호 연결 공간일 수 없다. 적어도 두 개의 점을 가지려면, 두 점 사이의 호가 존재하여야 하는데, 호는 {\displaystyle 2^{\aleph _{0}}}개의 점을 포함하기 때문이다. 예를 들어, 가산 집합에 비이산 위상을 주면, 이는 경로 연결 공간이지만 호 연결 공간이 아니다.
경로 연결 공간이지만 호 연결 공간이 아닌 T1 공간의 예로, 전순서 집합 {\displaystyle [0,\infty )}에 원소 {\displaystyle 0'}을 다음과 같이 추가하여 부분 순서 집합으로 만들자.
{\displaystyle 0'<a\quad \forall a\in (0,\infty )}
{\displaystyle 0'\not <0,\quad 0'\not >0}
여기에 순서 위상을 준 공간은 T1 공간이며 경로 연결 공간이지만, 하우스도르프 공간이 아니며 호 연결 공간도 아니다. 이는 {\displaystyle 0}과 {\displaystyle 0'} 사이에 경로가 존재하지만, 호는 존재하지 않기 때문이다.

### 환의 스펙트럼
(단위원을 갖는) 가환환 {\displaystyle R}에 대하여, 다음이 서로 동치이다.
- {\displaystyle R}의 스펙트럼 {\displaystyle \operatorname {Spec} (R)}는 연결 공간이다.
- {\displaystyle R}의 모든 유한 생성 사영 가군은 상수 계수(영어: rank)를 갖는다.
- 모든 {\displaystyle r\in R}에 대하여, 만약 {\displaystyle r^{2}=r}라면, {\displaystyle r=0}이거나 {\displaystyle r=1}이다.
- 만약 {\displaystyle R\cong R_{1}\times R_{2}}인 가환환 {\displaystyle R_{1}}, {\displaystyle R_{2}}가 존재한다면, {\displaystyle R_{1}} 또는 {\displaystyle R_{2}}는 자명환이다.

### 구간
실직선 {\displaystyle \mathbb {R} }의 부분 집합 {\displaystyle S\subset \mathbb {R} }의 경우 다음이 서로 동치이다.
- {\displaystyle S}는 연결 공간이다.
- {\displaystyle S}는 경로 연결 공간이다.
- {\displaystyle S}는 호 연결 공간이다.
- {\displaystyle S}는 구간이다. 즉, {\displaystyle a\leq b}이며 {\displaystyle S\in \{[a,b],(a,b],[a,b),(a,b)\}}인 {\displaystyle a,b\in [-\infty ,\infty ]}가 존재한다. (공집합은 {\displaystyle a>b}인 구간으로 간주한다.)

## 관련 개념
연결 공간은 대역적인 개념이다. 만약 연결 공간의 개념을 국소화한다면 (즉, 모든 점의 연결 공간인 근방들이 국소 기저를 이룬다면),  국소 연결 공간의 개념을 얻는다.
연결 공간은 또한 0차 베티 수가 1인 공간으로 볼 수 있다. 이 조건을 1차 베티 수에도 적용시키면 단일 연결 공간의 개념을 얻으며, 보다 일반적으로 모든 호모토피 불변량이 자명하다면 축약 가능 공간의 개념을 얻는다.
연결 공간의 조건에서, 열린집합을 닫힌집합으로 바꾸고, 서로소인 조건을 없애면 기약 공간의 개념을 얻는다. 이는 매우 강한 조건으로서, 하우스도르프 공간의 조건과 호환되지 않는다.